# Palpimanus aureus
Palpimanus aureus là một loài nhện trong họ Palpimanidae. Loài này được phát hiện ở Namibië.